# پایگاه امکانات هوایی ال سنترو
پایگاه امکانات هوایی ال سنترو (به انگلیسی: Naval Air Facility El Centro) یک فرودگاه با کد یاتا NJK است که یک باند فرود آسفالت بتن دارد و طول باند آن ۲۸۹۷ متر است. این فرودگاه در کشور ایالات متحده آمریکا قرار دارد.